# 中牧佳南
中牧佳南（日语：なかまき かなみ，1992年6月5日—），日本女子花樣游泳运动员。大阪府出生，現就讀於追手门学院大学。

## 簡歷
2014年，中牧佳南參加廣州亞運會花樣游泳比賽，與隊友合作赢得團體賽和自由組合兩面銀牌。
2015年7至8月，中牧佳南出戰俄羅斯喀山舉辦的世界游泳錦標賽韻律泳比賽。她與隊友先後在集體技術自選、集體自由自選及自由組合項目，奪得三面銅牌。